# La zanzara (periodico)
La zanzara era il giornale studentesco del liceo Parini di Milano, fondato nel 1945. 

## Storia
La rivista (ideata tra gli altri da Enzo Spaltro e Daniele Oppi), che nella sua storia ebbe giovani redattori, divenuti poi firme importanti nel giornalismo italiano come Walter Tobagi, è nota per uno scandalo scoppiato nel 1966, quando la pubblicazione di un articolo sulla sessualità degli studenti portò alla denuncia e al processo di tre suoi redattori.

## L'articolo sulla sessualità

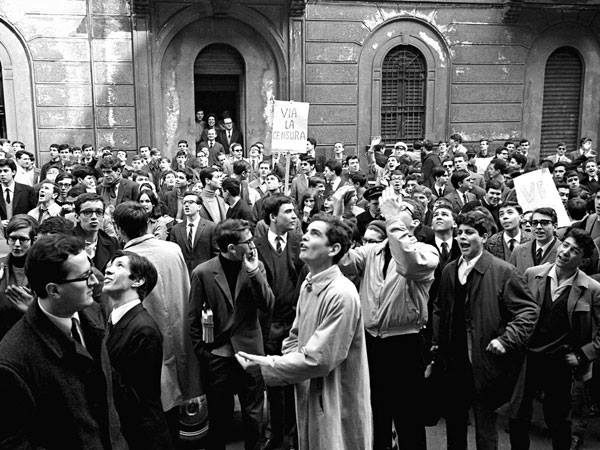
1966: di fronte al liceo Parini gli studenti manifestano per il caso "La zanzara"

Protesta degli studenti

Il 14 febbraio 1966 la rivista, organo ufficiale dell'associazione studentesca pariniana, pubblicò un'inchiesta dal titolo "Cosa pensano le ragazze d'oggi", sulla posizione della donna nella nostra società, sul matrimonio, il lavoro femminile e il sesso, a firma di Marco De Poli, Claudia Beltramo Ceppi e Marco Sassano.
Nell'inchiesta emersero le moderne opinioni di alcune studentesse del liceo sulla loro educazione sessuale e sul proprio ruolo nella società. L'associazione cattolica Gioventù Studentesca protestò immediatamente per "l'offesa recata alla sensibilità e al costume morale comune" in quanto non solo uno degli argomenti trattati (l'educazione sessuale) veniva considerato osceno, ma anche perché le intervistate erano tutte minorenni.
Il 16 marzo 1966 i tre redattori vennero accompagnati in questura e denunciati. Il giudice Pasquale Carcasio invitò i tre studenti, seguendo una legge del 1934, a spogliarsi "per verificare la presenza di tare fisiche e psicologiche". I due ragazzi acconsentirono, invece Claudia Beltramo fece resistenza e in seguito rese noto quanto accaduto.
Il caso de La zanzara rimbalzò sulle cronache nazionali, dividendo il paese. Camera dei deputati e Senato della Repubblica si interessarono al caso; Democrazia Cristiana e Movimento Sociale Italiano costituirono il "partito della colpevolezza", mentre la sinistra e i cattolici progressisti intervennero in difesa degli studenti.
Al processo parteciparono oltre 400 giornalisti, molti dei quali provenienti dall'estero. Il 2 aprile 1966 la sentenza assolse i tre studenti dall'accusa di stampa oscena e corruzione di minorenni.
La vicenda viene vista come un prodromo di quel cambiamento di costumi che avrebbe coinvolto da lì a poco la società italiana e come un sintomo indicatore del malessere giovanile, che sarebbe sfociato nella contestazione del sessantotto.

## Rievocazioni
Nel maggio 2008, in onore del quarantennale del sessantotto, Marco De Poli e altri suoi ex compagni di classe contattarono la redazione del giornalino del Parini Zabaione per concordare l'uscita di un nuovo numero de La Zanzara, che riprendesse l'inchiesta che destò scalpore negli anni '60; l'edizione del 2008 non era però incentrata sulla sessualità delle ragazze del liceo ma sul tema dell'omosessualità: il numero speciale de La Zanzara (contenente anche l'articolo del 1966) uscì come inserto del Corriere della Sera di Milano il 28 maggio 2008, e come inserto dell'edizione nazionale dello stesso Corriere della Sera il 6 giugno.
Il titolo del giornale è stato ripreso da Giuseppe Cruciani nella sua trasmissione radiofonica La Zanzara su Radio 24.